# Фінал ATP
Фінал ATP (англ. ATP Finals), або Підсумковий турнір — щорічний тенісний турнір серед чоловіків, який завершує професійний сезон. У турнірі беруть участь гравці та пари, які показали найкращі результати в поточному році. Проводиться спільно ATP та ITF. П'ятий, після турнірів Великого шлему, за значимістю особистий турнір у чоловічому тенісі.

## Історія
Офіційна історія турніру бере початок від 1970 року, коли Міжнародна федерація тенісу (ITF) почала проводити турнір «Мастерс» (англ. The Masters). На турнір потрапляли вісім найкращих (6 в 1970 та 7 в 1971 роках) тенісистів за підсумками серії турнірів «Гран-прі».
Перший турнір відбувся в Токіо, і першим переможцем став американець Стен Сміт, який випередив австралійця Рода Лейвера за результатами особистої зустрічі. Род Лейвер, єдиний володар Великого шлему (за часів відкритої ери), який невдовзі після цього завершив кар'єру, так і не вигравши Мастерс.

Емблема Кубка Мастерс

1990 року Асоціація тенісистів-професіоналів, до якої на той час перейшла головна роль в організації чоловічого професійного туру, повідомила про створення «Чемпіонату світу туру АТР» (англ. ATP Tour World Championship), склад учасників якого визначався відповідно до рейтингу АТР. Одночасно ITF, яка в ті роки намагалася суперничати з АТР за роль головної організаційної структури тенісу, спробувала створити альтернативний турнір, який отримав назву Кубок Великого шлему (англ. Grand Slam Cup); до участі в турнірі допускалися 16 (а в 1998 та 1999 — 12) гравців, які показали найкращі результати на турнірах Великого шлему за рік. Кубок Великого шлему розглядали як спробу ITF, яка раніше входила до складу Ради чоловічого професійного тенісу, що керувала скасованим від 1990 року туром Гран-прі, вставити палку в колеса тільки що сформованого АТР-туру.
У 1999 році організації остаточно домовилися про розмежування повноважень та співробітництво. Одним із результатів домовленостей стало прийняття 9 грудня 1999 рішення про возз'єднання двох конкурентних турнірів в один — Кубок Мастерс. Однією з умов угоди був допуск до участі в Кубку Мастерс тенісистів, які виграли протягом сезону один з турнірів Великого шлему, але закінчили рік нижче восьмого місця в рейтингу ATP. Це правило було застосовано 2004 року в індивідуальному розряді (допущений до участі переможець Відкритого чемпіонату Франції Гастон Гаудіо, який займав у рейтингу десяте місце) і 2007 року в парному розряді (в турнір допущено дев'яту пару світу Арно Клеман — Мікаель Льодра, яка виграла перед цим Вімблдонський турнір).
Перший об'єднаний турнір за сучасним форматом проведено в листопаді 2000 року в Лісабоні, Португалія. Чемпіоном став бразильський тенісист Густаво Куертен, який переміг у фіналі турніру американця Андре Агассі. Здобувши перемогу, Куертен закінчив рік як перша ракетка світу. Це був єдиний випадок в історії, коли доля першого місця в рейтингу вирішувалася в останньому матчі сезону — якби Куертен програв у фіналі, то перше місце рейтингу дісталось би росіянину Маратові Сафіну.
У 2009 році турнір перейменовано у Фінал Світового туру ATP (англ. ATP World Tour Finals); був підписаний спонсорський контракт на суму приблизно 7 мільйонів доларів на рік з британським банком Barclays, назва якого з того часу включається в повну назву турніру (Barclays ATP World Tour Finals).
У 1977—1985 років турнір проводився у січні наступного року, всі інші — наприкінці того самого року.
Турнір у парному розряді впродовж тривалого часу був окремим змаганням, а в сезонах 2001 та 2002 років не проводився взагалі. Від 2003 року проходить одночасно зі змаганнями в індивідуальному розряді.
2009 року турнір перейменували на Фінал Світового Туру АТР (англ. ATP World Tour Finals). Підписано спонсорський контракт на суму приблизно 7 мільйонів доларів на рік з британським банком Barclays, назва якого відтоді входить в повну назву турніру (Barclays ATP World Tour Finals). З 2017 року турнір називається Nitto Фінал ATP (англ. Nitto ATP Finals).

## Місце проведення

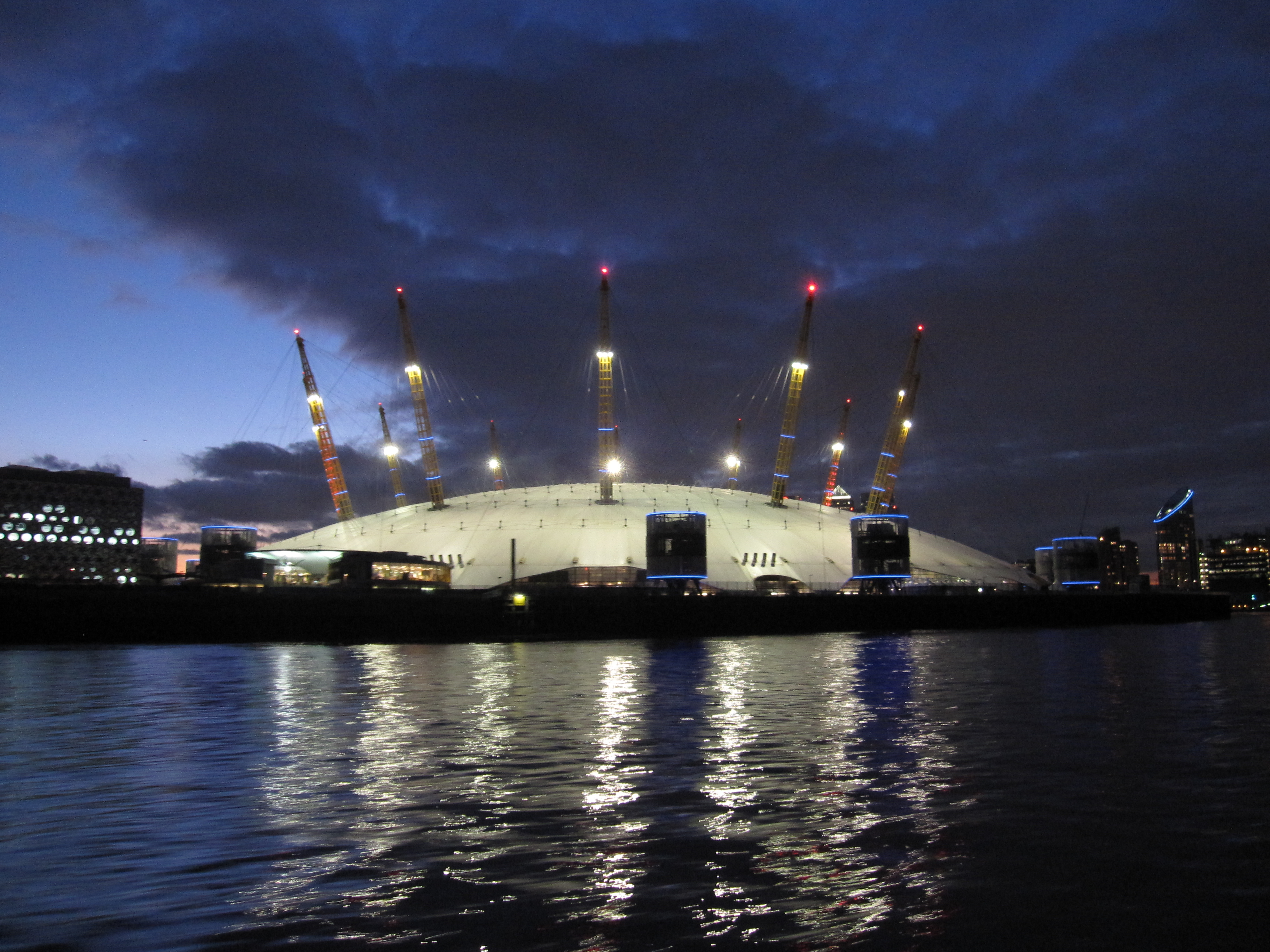
Стадіон О_{2} в Лондоні, місце проведення турніру від 2009 року

На відміну від більшості турнірів Кубок Мастерс не має постійного місця проведення, за право прийняти турнір конкурує багато міст і країн. У 2005—2008 роках турніри проходили в Шанхаї на кортах нового Палацу спорту Цічжун Сенлінь (кит.: 上海旗忠森林体育城网球中心).
У 2009—2012 роках місцем проведення змагань обрано стадіон O2 в Лондоні, генеральним спонсором турніру став Barclays — один з найбільших банківських конгломератів світу. У листопаді 2012 року оголошено про те, що турнір залишиться в Лондоні ще на три роки, також на три роки продовжено спонсорський контракт з Barclays.
Найбільша кількість турнірів — 13 — відбулось у Нью-Йорку (1977—1989), Франкфурті — шість (1990—1995), по п'ять у Шанхаї (2002, 2005—2008) та Лондоні (2009—2013), чотири в Ганновері (1996—1999).
| Місце              | Роки      | Покриття                             | Стадіон                     | Місткість |
| ------------------ | --------- | ------------------------------------ | --------------------------- | --------- |
| Токіо              | 1970      | Килим                                | Токійський палац спорту     | 6,500     |
| Париж              | 1971      | Килим                                | Стадіон П'єр де Кубертен    | 5,000     |
| Барселона          | 1972      | Килим                                | Палац спорту Блауграна      | 5,700     |
| Бостон             | 1973      | Килим                                | Бостон-гарден               | 14,900    |
| Мельбурн           | 1974      | Трава                                | Стадіон Куйонг              | 8,500     |
| Стокгольм          | 1975      | Килим                                | Тенісний стадіон Кунгліга   | 6,000     |
| Х'юстон            | 1976      | Килим                                | Самміт                      | 16,300    |
| Нью-Йорк           | 1977–1989 | Килим                                | Медісон-сквер-гарден        | 18,000    |
| Франкфурт-на-Майні | 1990–1995 | Килим                                | Фестгалле Франкфурт         | 12,000    |
| Гановер            | 1996–1999 | Килим (1996) Закритий хард (1997–99) | Гановерська ярмаркова площа | 15,000    |
| Лісабон            | 2000      | Закритий хард                        | Атлантичний павільйон       | 12,000    |
| Сідней             | 2001      | Закритий хард                        | Ейсер Арена                 | 17,500    |
| Шанхай             | 2002      | Закритий хард                        | SNIEC                       |           |
| Х'юстон            | 2003–2004 | Відкритий хард                       | Тенісний клуб Вестсайд      | 5,240     |
| Шанхай             | 2005–2008 | Килим (2005) Закритий хард (2006–08) | Qizhong City Arena          | 15,000    |
| Лондон             | 2009–2020 | Закритий хард                        | О2 Арена                    | 20,000    |

## Сучасний регламент

### Критерії участі
Згідно з регламентом в турнірі бере участь 8 гравців в індивідуальному розряді й 8 пар. Відбір відбувається на підставі Рейтингу ATP (до 2009 року — на підставі результатів Перегонів ATP), але за одним з переможців турнірів Великого шлему того ж сезону резервується місце в турнірній сітці, якщо він посів у рейтингу місце нижче восьмого, але не нижче двадцятого, тому лише потрапляння в першу сімку рейтингу гарантує участь у турнірі. Якщо таких спортсменів два і більше, то місце в сітці дістається тому, хто має вищий рейтинг. Спортсмен і пара, які посіли місця безпосередньо за тими, що дають право на участь, запрошуються як запасні (англ. alternate). Вони мають право вступити в боротьбу при відмові від участі одного з основних гравців, але не пізніше завершення відбіркового етапу.

### Система розіграшу
Формула розіграшу відрізняється від прийнятої в інших тенісних змаганнях. Турніри 1970 і 1971 проводилися за круговою системою. Від 1972 року турнір проводиться за змішаною системою: на першому етапі проводяться матчі за круговою системою у двох підгрупах (на останньому турнірі вони називалися Червона і Золота). Тенісисти, посіяні під першими двома номерами, розводяться по різних групах. Тенісисти, посіяні під номерами 3 і 4, 5 і 6, 7 і 8 відповідно утворюють три пари, в яких проводиться жеребкування — за її результатами вони розподіляються за групами. Спортсмени, які посіли перші два місця у своїй групі, виходять до півфіналу. Вважають, що така система, де програш одного матчу не означає вибування з турніру, дозволяє отримати більш об'єктивні результати.
Кожен спортсмен грає по три матчі на груповому етапі. У разі рівного розподілу перемог для розподілу місць у групі враховуються такі показники (в порядку черговості):
- Найбільша кількість перемог
- Найбільша кількість зіграних матчів (2-1 краще, ніж 2-0; 1-2 краще, ніж 1-0)
- Результат особистої зустрічі (якщо два гравці мають однакові попередні показники)[14]
- Якщо троє тенісистів мають однакові показники, то:
  - якщо три учасники мають по одній перемозі, то гравець, який провів менш як три гри, вибуває автоматично, а з двох інших далі проходить той, що переміг в особистій зустрічі
  - найбільший відсоток виграних сетів
  - найбільший відсоток виграних геймів
  - місце в рейтингу АТР після останнього турніру календарного сезону АТР-туру
- Якщо після будь-якого етапу порівнянь вдається виділити одного гравця з трьох, що має кращий чи гірший показник, а між іншими двома як і раніше зберігається рівність, то розподіл місць між цими двома визначається за результатом особистої зустрічі[15].

У півфіналі переможець Червоної групи грає з суперником, який посів друге місце в Золотій і навпаки. Переможці півфіналів зустрічаються в фінальному матчі. Третє місце не розігрується.
Всі матчі тривають до перемоги у двох сетах (до 2008 року фінальний матч тривав до перемоги одного з гравців у трьох сетах). За рахунку в сеті 6:6 за геймами для визначення переможця використовується тай-брейк. У парному розряді третій сет розігрується в форматі супертайбрейку — до десяти виграних очок або до переваги у два очки після рахунку 9:9.
Від 2006 року на турнірі офіційно діє система електронного суддівства Hawk-Eye.

### Грошові призи та рейтингові очки
Переможець турніру отримує до 1500 очок у рейтингу ATP (за умови перемоги в усіх матчах групового раунду), зокрема за кожну перемогу на груповому етапі по 200 очок, за перемогу в півфіналі 400 і за перемогу у фіналі 500. Більшу кількість балів (2000) приносять лише турніри Великого шлему.
Грошовий приз переможцю — понад два мільйони доларів США — є одним з найбільших у професійному тенісі (за перемогу на турнірі Великого шлему виплачують від мільйона доларів і більше, а рекордна сума на Відкритому чемпіонаті США 2013 року становила 3,6 мільйона, включаючи мільйон доларів у вигляді бонусу за успішні виступи на турнірах, що передували чемпіонату).

#### Призові, індивідуальний розряд
Наведено дані на 2019 рік
- Гонорар запасного — 116 000 доларів США
- Гонорар учасника — 215 000 доларів
- Перемога в матчі відбіркового етапу — 215 000 доларів
- Перемога в півфінальному матчі — 657 000 доларів
- Перемога у фіналі — 1 354 000 доларів
- Чемпіон, який не програв жодного матчу (разом з призовими відбіркового етапу) — $ 2 871 000 доларів

#### Призові, парний розряд
Наведено дані на 2019 рік
- Гонорар запасного — 40 000 доларів
- Гонорар учасника — 103 000 доларів
- Перемога в матчі відбіркового етапу — 40 000 доларів
- Перемога в півфінальному матчі — $ 106 500 доларів
- Перемога в фіналі — 204 000 доларів

Чемпіон, який не програв жодного матчу (разом з призовими відбіркового етапу) — 533 000 доларів

## Фінали

### Індивідуальний розряд
| Місце                        | Рік                  | Чемпіон                | Фіналіст               | Рахунок                                  |                 |
| ↓ Мастерз Гран-прі ↓         | ↓ Мастерз Гран-прі ↓ | ↓ Мастерз Гран-прі ↓   | ↓ Мастерз Гран-прі ↓   | ↓ Мастерз Гран-прі ↓                     |                 |
| ---------------------------- | -------------------- | ---------------------- | ---------------------- | ---------------------------------------- | --------------- |
| Токіо                        | 1970                 | Стен Сміт              | Род Лейвер             | Круговий турнір                          | Круговий турнір |
| Париж                        | 1971                 | Іліє Настасе (1/4)     | Стен Сміт              | Круговий турнір                          | Круговий турнір |
| Барселона                    | 1972                 | Іліє Настасе (2/4)     | Стен Сміт              | 6–3, 6–2, 3–6, 2–6, 6–3                  |                 |
| Бостон                       | 1973                 | Іліє Настасе (3/4)     | Том Оккер              | 6–3, 7–5, 4–6, 6–3                       |                 |
| Мельбурн                     | 1974                 | Гільєрмо Вілас         | Іліє Настасе           | 7–6(8–6), 6–2, 3–6, 3–6, 6–4             |                 |
| Стокгольм                    | 1975                 | Іліє Настасе (4/4)     | Б'єрн Борг             | 6–2, 6–2, 6–1                            |                 |
| Х'юстон                      | 1976                 | Мануель Орантес        | Войцех Фібак           | 5–7, 6–2, 0–6, 7–6(7–1), 6–1             |                 |
| Нью-Йорк                     | 1977                 | Джиммі Коннорс         | Б'єрн Борг             | 6–4, 1–6, 6–4                            |                 |
| Нью-Йорк                     | 1978                 | Джон Макінрой (1/3)    | Артур Еш               | 6–7(5–7), 6–3, 7–5                       |                 |
| Нью-Йорк                     | 1979                 | Б'єрн Борг (1/2)       | Вітас Ґерулайтіс       | 6–2, 6–2                                 |                 |
| Нью-Йорк                     | 1980                 | Б'єрн Борг (2/2)       | Іван Лендл             | 6–4, 6–2, 6–2                            |                 |
| Нью-Йорк                     | 1981                 | Іван Лендл (1/5)       | Вітас Ґерулайтіс       | 6–7(5–7), 2–6, 7–6(8–6), 6–2, 6–4        |                 |
| Нью-Йорк                     | 1982                 | Іван Лендл (2/5)       | Джон Макінрой          | 6–4, 6–4, 6–2                            |                 |
| Нью-Йорк                     | 1983                 | Джон Макінрой (2/3)    | Іван Лендл             | 6–3, 6–4, 6–4                            |                 |
| Нью-Йорк                     | 1984                 | Джон Макінрой (3/3)    | Іван Лендл             | 7–5, 6–0, 6–4                            |                 |
| Нью-Йорк                     | 1985                 | Іван Лендл (3/5)       | Борис Бекер            | 6–2, 7–6(7–4), 6–3                       |                 |
| Нью-Йорк                     | 1986                 | Іван Лендл (4/5)       | Борис Бекер            | 6–4, 6–4, 6–4                            |                 |
| Нью-Йорк                     | 1987                 | Іван Лендл (5/5)       | Матс Віландер          | 6–2, 6–2, 6–3                            |                 |
| Нью-Йорк                     | 1988                 | Борис Бекер (1/3)      | Іван Лендл             | 5–7, 7–6(7–5), 3–6, 6–2, 7–6(7–5)        |                 |
| Нью-Йорк                     | 1989                 | Стефан Едберг          | Борис Бекер            | 4–6, 7–6(8–6), 6–3, 6–1                  |                 |
| ↓ Чемпіонат світу туру ATP ↓ |                      |                        |                        |                                          |                 |
| Франкфурт-на-Майні           | 1990                 | Андре Агассі           | Стефан Едберг          | 5–7, 7–6(7–5), 7–5, 6–2                  |                 |
| Франкфурт-на-Майні           | 1991                 | Піт Сампрас (1/5)      | Джим Кур'є             | 3–6, 7–6(7–5), 6–3, 6–4                  |                 |
| Франкфурт-на-Майні           | 1992                 | Борис Бекер (2/3)      | Джим Кур'є             | 6–4, 6–3, 7–5                            |                 |
| Франкфурт-на-Майні           | 1993                 | Міхаель Штіх           | Піт Сампрас            | 7–6(7–3), 2–6, 7–6(9–7), 6–2             |                 |
| Франкфурт-на-Майні           | 1994                 | Піт Сампрас (2/5)      | Борис Бекер            | 4–6, 6–3, 7–5, 6–4                       |                 |
| Франкфурт-на-Майні           | 1995                 | Борис Бекер (3/3)      | Майкл Чанг             | 7–6(7–3), 6–0, 7–6(7–5)                  |                 |
| Гановер                      | 1996                 | Піт Сампрас (3/5)      | Борис Бекер            | 3–6, 7–6(7–5), 7–6(7–4), 6–7(11–13), 6–4 |                 |
| Гановер                      | 1997                 | Піт Сампрас (4/5)      | Євген Кафельников      | 6–3, 6–2, 6–2                            |                 |
| Гановер                      | 1998                 | Алекс Корретха         | Карлос Моя             | 3–6, 3–6, 7–5, 6–3, 7–5                  |                 |
| Гановер                      | 1999                 | Піт Сампрас (5/5)      | Андре Агассі           | 6–1, 7–5, 6–4                            |                 |
| ↓ Tennis Masters Cup ↓       |                      |                        |                        |                                          |                 |
| Лісабон                      | 2000                 | Густаво Куертен        | Андре Агассі           | 6–4, 6–4, 6–4                            |                 |
| Сідней                       | 2001                 | Ллейтон Г'юїтт (1/2)   | Себастьян Грожан       | 6–3, 6–3, 6–4                            |                 |
| Шанхай                       | 2002                 | Ллейтон Г'юїтт (2/2)   | Хуан Карлос Ферреро    | 7–5, 7–5, 2–6, 2–6, 6–4                  |                 |
| Х'юстон                      | 2003                 | Роджер Федерер (1/6)   | Андре Агассі           | 6–3, 6–0, 6–4                            |                 |
| Х'юстон                      | 2004                 | Роджер Федерер (2/6)   | Ллейтон Г'юїтт         | 6–3, 6–2                                 |                 |
| Шанхай                       | 2005                 | Давід Налбандян        | Роджер Федерер         | 6–7(4–7), 6–7(11–13), 6–2, 6–1, 7–6(7–3) |                 |
| Шанхай                       | 2006                 | Роджер Федерер (3/6)   | Джеймс Блейк           | 6–0, 6–3, 6–4                            |                 |
| Шанхай                       | 2007                 | Роджер Федерер (4/6)   | Давид Феррер           | 6–2, 6–3, 6–2                            |                 |
| Шанхай                       | 2008                 | Новак Джокович (1/7)   | Микола Давиденко       | 6–1, 7–5                                 |                 |
| ↓ Фінал Світового Туру ATP ↓ |                      |                        |                        |                                          |                 |
| Лондон                       | 2009                 | Микола Давиденко       | Хуан Мартін дель Потро | 6–3, 6–4                                 |                 |
| Лондон                       | 2010                 | Роджер Федерер (5/6)   | Рафаель Надаль         | 6–3, 3–6, 6–1                            |                 |
| Лондон                       | 2011                 | Роджер Федерер (6/6)   | Жо-Вілфрід Тсонга      | 6–3, 6–7(6–8), 6–3                       |                 |
| Лондон                       | 2012                 | Новак Джокович (2/7)   | Роджер Федерер         | 7–6(8–6), 7–5                            |                 |
| Лондон                       | 2013                 | Новак Джокович (3/7)   | Рафаель Надаль         | 6–3, 6–4                                 |                 |
| Лондон                       | 2014                 | Новак Джокович (4/7)   | Роджер Федерер         | walkover                                 |                 |
| Лондон                       | 2015                 | Новак Джокович (5/7)   | Роджер Федерер         | 6–3, 6–4                                 |                 |
| Лондон                       | 2016                 | Енді Маррей            | Новак Джокович         | 6–3, 6–4                                 |                 |
| ↓ Фінал ATP ↓                |                      |                        |                        |                                          |                 |
| Лондон                       | 2017                 | Григор Димитров        | Давід Ґоффен           | 7—5, 4—6, 6—3                            |                 |
| Лондон                       | 2018                 | Александр Зверєв       | Новак Джокович         | 6–4, 6–3                                 |                 |
| Лондон                       | 2019                 | Стефанос Ціціпас       | Домінік Тім            | 6–7(6–8), 6–2, 7–6(7–4)                  |                 |
| Лондон                       | 2020                 | Данило Медведєв        | Домінік Тім            | 4–6, 7–6(7–2), 6–4                       |                 |
| Турин                        | 2021                 | Александр Зверєв (2/2) | Данило Медведєв        | 6–4, 6–4                                 |                 |
| Турин                        | 2022                 | Новак Джокович (6/7)   | Каспер Рууд            | 7:5, 6:3                                 |                 |
| Турин                        | 2023                 | Новак Джокович (7/7)   | Яннік Сіннер           | 6:3, 6:3                                 |                 |
| Турин                        | 2024                 | Яннік Сіннер           | Тейлор Фріц            | 6:4, 6:4                                 |                 |

### Парний розряд
| Місце                                 | Рік                      | Чемпіон                              | Фіналіст                              | Рахунок                           |
| ↓ Masters Grand Prix ↓                | ↓ Masters Grand Prix ↓   | ↓ Masters Grand Prix ↓               | ↓ Masters Grand Prix ↓                | ↓ Masters Grand Prix ↓            |
| ------------------------------------- | ------------------------ | ------------------------------------ | ------------------------------------- | --------------------------------- |
| Токіо                                 | 1970                     | Стен Сміт Артур Еш                   | Круговий турнір                       | Круговий турнір                   |
|                                       | 1971 – 1974              | Не проводився                        | Не проводився                         | Не проводився                     |
| Стокгольм                             | 1975                     | Хуан Гісберт Мануель Орантес         | Круговий турнір                       | Круговий турнір                   |
| Х'юстон                               | 1976                     | Фред Макнеер Шервуд Стюарт           | Браян Готтфрід Рауль Рамірес          | 6–4, 5–7, 5–7, 6–4, 6–4           |
| Нью-Йорк                              | 1977                     | Боб Г'юїтт Фрю Макміллан             | Боб Лутц Стен Сміт                    | 7–5, 7–6, 6–3                     |
| Нью-Йорк                              | 1978                     | Пітер Флемінг Джон Макінрой          | Войцех Фібак Том Оккер                | 6–4, 6–2, 6–4                     |
| Нью-Йорк                              | 1979                     | Пітер Флемінг Джон Макінрой          | Войцех Фібак Том Оккер                | 6–3, 7–6, 6–1                     |
| Нью-Йорк                              | 1980                     | Пітер Флемінг Джон Макінрой          | Пітер Макнамара Пол Макнамі           | 6–4, 6–3                          |
| Нью-Йорк                              | 1981                     | Пітер Флемінг Джон Макінрой          | Кевін Каррен Стів Дентон              | 6–3, 6–3                          |
| Нью-Йорк                              | 1982                     | Пітер Флемінг Джон Макінрой          | Шервуд Стюарт Ферді Тейган            | 7–5, 6–3                          |
| Нью-Йорк                              | 1983                     | Пітер Флемінг Джон Макінрой          | Павел Сложил Томаш Шмід               | 6–2, 6–2                          |
| Нью-Йорк                              | 1984                     | Пітер Флемінг Джон Макінрой          | Марк Едмондсон Шервуд Стюарт          | 6–3, 6–1                          |
| Нью-Йорк                              | 1985                     | Стефан Едберг Андерс Яррід           | Йоакім Нюстром Матс Віландер          | 6–1, 7–6(7–5)                     |
| Лондон                                | 1986                     | Стефан Едберг Андерс Яррід           | Гі Форже Яннік Ноа                    | 6–3, 7–6(7–2), 6–3                |
| Лондон                                | 1987                     | Мілослав Мечирж Томаш Шмід           | Кен Флек Роберт Сегусо                | 6–4, 7–5, 6–7(5–7), 6–3           |
| Лондон                                | 1988                     | Рік Ліч Джим П'ю                     | Серхіо Касаль Еміліо Санчес Вікаріо   | 6–4, 6–3, 2–6, 6–0                |
| Лондон                                | 1989                     | Джим Грабб Патрік Макінрой           | Джон Фіцджеральд Андерс Яррід         | 7–5, 7–6(7–4), 5–7, 6–3           |
| ↓ Чемпіонат світу туру ATP ↓          |                          |                                      |                                       |                                   |
| Голд-Кост                             | 1990                     | Гі Форже Якоб Гласек                 | Серхіо Касаль Еміліо Санчес Вікаріо   | 6–4, 7–6(7–5), 5–7, 6–4           |
| Йоганнесбург                          | 1991                     | Джон Фіцджеральд Андерс Яррід        | Кен Флек Роберт Сегусо                | 6–4, 6–4, 2–6, 6–4                |
| Йоганнесбург                          | 1992                     | Тодд Вудбрідж Марк Вудфорд           | Джон Фіцджеральд Андерс Яррід         | 6–2, 7–6(7–4), 5–7, 3–6, 6–3      |
| Йоганнесбург                          | 1993                     | Якко Елтінг Паул Гаргейс             | Тодд Вудбрідж Марк Вудфорд            | 7–6(7–4), 7–6(7–5), 6–4           |
| Джакарта                              | 1994                     | Ян Апелль Йонас Бйоркман             | Тодд Вудбрідж Марк Вудфорд            | 6–4, 4–6, 4–6, 7–6(7–5), 7–6(8–6) |
| Ейндговен                             | 1995                     | Грант Коннелл Патрік Гелбрайт        | Якко Елтінг Паул Гаргейс              | 7–6(8–6), 7–6(8–6), 3–6, 7–6(7–2) |
| Гартфорд                              | 1996                     | Тодд Вудбрідж Марк Вудфорд           | Себастьян Ларо Алекс О'Браєн          | 6–4, 5–7, 6–2, 7–6(7–3)           |
| Гартфорд                              | 1997                     | Рік Ліч Джонатан Старк               | Магеш Бгупаті Леандер Паес            | 6–3, 6–4, 7–6(7–3)                |
| Гартфорд                              | 1998                     | Якко Елтінг Паул Гаргейс             | Марк Ноулз Деніел Нестор              | 6–4, 6–2, 7–5                     |
| Гартфорд                              | 1999                     | Себастьян Ларо Алекс О'Браєн         | Магеш Бгупаті Леандер Паес            | 6–3, 6–2, 6–2                     |
| Бенгалуру                             | 2000                     | Доналд Джонсон Піт Норвал            | Магеш Бгупаті Леандер Паес            | 7–6(10–8), 6–3, 6–4               |
| ↓ Світовий Парний Кубок Виклику ATP ↓ |                          |                                      |                                       |                                   |
| Бенгалуру                             | 2001 (пройшов 2002 року) | Елліс Феррейра Рік Ліч               | Петр Пала Павел Візнер                | 6–7(6–8), 7–6(7–2), 6–4, 6–4      |
| ↓ Tennis Masters Cup ↓                |                          |                                      |                                       |                                   |
|                                       | 2002                     | Не проводився                        | Не проводився                         | Не проводився                     |
| Х'юстон                               | 2003                     | Боб Браян Майк Браян                 | Мікаель Льодра Фабріс Санторо         | 6–7(6–8), 6–3, 3–6, 7–6(7–3), 6–4 |
| Х'юстон                               | 2004                     | Боб Браян Майк Браян                 | Вейн Блек Кевін Ульєтт                | 4–6, 7–5, 6–4, 6–2                |
| Шанхай                                | 2005                     | Мікаель Льодра Фабріс Санторо        | Леандер Паес Ненад Зімоньїч           | 6–7(6–8), 6–3, 7–6(7–4)           |
| Шанхай                                | 2006                     | Йонас Бйоркман Макс Мирний           | Марк Ноулз Деніел Нестор              | 6–2, 6–4                          |
| Шанхай                                | 2007                     | Марк Ноулз Деніел Нестор             | Сімон Аспелін Юліан Ноул              | 6–2, 6–3                          |
| Шанхай                                | 2008                     | Деніел Нестор Ненад Зімоньїч         | Боб Браян Майк Браян                  | 7–6(7–3), 6–2                     |
| ↓ Фінал Світового Туру ATP ↓          |                          |                                      |                                       |                                   |
| Лондон                                | 2009                     | Боб Браян Майк Браян                 | Макс Мирний Енді Рам                  | 7–6(7–5), 6–3                     |
| Лондон                                | 2010                     | Деніел Нестор Ненад Зімоньїч         | Магеш Бгупаті Макс Мирний             | 7–6(8–6), 6–4                     |
| Лондон                                | 2011                     | Макс Мирний Деніел Нестор            | Маріуш Фирстенберг Марцін Матковський | 7–5, 6–3                          |
| Лондон                                | 2012                     | Марсель Гранольєрс Марк Лопес        | Магеш Бгупаті Роган Бопанна           | 7–5, 3–6, [10–3]                  |
| Лондон                                | 2013                     | Давід Марреро Фернандо Вердаско      | Боб Браян Майк Браян                  | 7–5, 6–7(3–7), [10–7]             |
| Лондон                                | 2014                     | Боб Браян Майк Браян                 | Іван Додіг Марсело Мело               | 6–7(5–7), 6–2, [10–7]             |
| Лондон                                | 2015                     | Жан-Жульєн Роєр Горія Текеу          | Роган Бопанна Флорін Мерджа           | 6–4, 6–3                          |
| Лондон                                | 2016                     | Генрі Контінен Джон Пірс             | Равен Класен Ражів Рам                | 2–6, 6–1, [10–8]                  |
| Лондон                                | ↓ Фінал ATP ↓            |                                      |                                       |                                   |
| Лондон                                | 2017                     | Генрі Контінен Джон Пірс             | Лукаш Кубот Марсело Мело              | 6–4, 6–2                          |
| Лондон                                | 2018                     | Джек Сок Майк Браян                  | П'єр-Юг Ербер Ніколя Маю              | 5–7, 6–1, [13–11]                 |
| Лондон                                | 2019                     | П'єр-Юг Ербер Ніколя Маю             | Равен Класен Майкл Вінус              | 6–3, 6–4                          |
| Лондон                                | 2020                     | Веслі Колгоф Нікола Мектич           | Юрген Мельцер Едуар Роже-Васслен      | 6–2, 3–6, [10–5]                  |
| Лондон                                | 2021                     | П'єр-Юг Ербер (2/2) Ніколя Маю (2/2) | Ражів Рам Джо Солсбері                | 6–4, 7–6(7–0)                     |
| Турин                                 | 2022                     | Ражів Рам (1/2) Джо Солсбері (1/2)   | Нікола Мектич Мате Павич              | 7–6(7–4), 6–4                     |
| Турин                                 | 2023                     | Ражів Рам (2/2) Джо Солсбері (2/2)   | Марсель Гранольєрс Орасіо Себальйос   | 6–3, 6–4                          |
| Турин                                 | 2024                     | Кевін Кравіц Тім Пюц                 | Марсело Аревало Мате Павич            | 7–6(7–5), 7–6(8–6)                |

## Кількість титулів в індивідуальному розряді
| Титулів | Гравець                | Роки перемог                       | Роки фіналів                 |
| ------- | ---------------------- | ---------------------------------- | ---------------------------- |
| 6       | Роджер Федерер         | 2003, 2004, 2006, 2007, 2010, 2011 | 2005, 2012, 2014, 2015       |
| 5       | Іван Лендл             | 1981, 1982, 1985, 1986, 1987       | 1980, 1983, 1984, 1988       |
| 5       | Новак Джокович         | 2008, 2012, 2013, 2014, 2015       | 2016, 2018                   |
| 5       | Піт Сампрас            | 1991, 1994, 1996, 1997, 1999       | 1993                         |
| 4       | Іліє Настасе           | 1971, 1972, 1973, 1975             | 1974                         |
| 3       | Борис Бекер            | 1988, 1992, 1995                   | 1985, 1986, 1989, 1994, 1996 |
| 3       | Джон Макінрой          | 1978, 1983, 1984                   | 1982                         |
| 2       | Б'єрн Борг             | 1979, 1980                         | 1975, 1977                   |
| 2       | Ллейтон Г'юїтт         | 2001, 2002                         | 2004                         |
| 1       | Андре Агассі           | 1990                               | 1999, 2000, 2003             |
| 1       | Стен Сміт              | 1970                               | 1971, 1972                   |
| 1       | Микола Давиденко       | 2009                               | 2008                         |
| 1       | Стефан Едберг          | 1989                               | 1990                         |
| 1       | Джиммі Коннорс         | 1977                               |                              |
| 1       | Алекс Корретха         | 1998                               |                              |
| 1       | Густаво Куертен        | 2000                               |                              |
| 1       | Енді Маррей            | 2016                               |                              |
| 1       | Давід Налбандян        | 2005                               |                              |
| 1       | Мануель Орантес        | 1976                               |                              |
| 1       | Міхаель Штіх           | 1993                               |                              |
| 1       | Гільєрмо Вілас         | 1974                               |                              |
| 1       | Григор Димитров        | 2017                               |                              |
| 1       | Александр Зверєв       | 2018                               |                              |
| 1       | Стефанос Ціціпас       | 2019                               |                              |
| 0       | Джим Кур'є             |                                    | 1991, 1992                   |
| 0       | Вітас Ґерулайтіс       |                                    | 1979, 1981                   |
| 0       | Рафаель Надаль         |                                    | 2010, 2013                   |
| 0       | Артур Еш               |                                    | 1978                         |
| 0       | Джеймс Блейк           |                                    | 2006                         |
| 0       | Майкл Чанг             |                                    | 1995                         |
| 0       | Хуан Мартін дель Потро |                                    | 2009                         |
| 0       | Давид Феррер           |                                    | 2007                         |
| 0       | Хуан Карлос Ферреро    |                                    | 2002                         |
| 0       | Войцех Фібак           |                                    | 1976                         |
| 0       | Себастьян Грожан       |                                    | 2001                         |
| 0       | Євген Кафельников      |                                    | 1997                         |
| 0       | Род Лейвер             |                                    | 1970                         |
| 0       | Карлос Моя             |                                    | 1998                         |
| 0       | Том Оккер              |                                    | 1973                         |
| 0       | Жо-Вілфрід Тсонга      |                                    | 2011                         |
| 0       | Матс Віландер          |                                    | 1987                         |
| 0       | Давід Ґоффен           |                                    | 2017                         |
| 0       | Домінік Тім            |                                    | 2019                         |

## Кількість титулів у парному розряді
| Титулів | Гравець            | Роки перемог                             | Роки фіналів |
| ------- | ------------------ | ---------------------------------------- | ------------ |
| 7       | Пітер Флемінг      | 1978, 1979, 1980, 1981, 1982, 1983, 1984 |              |
| 7       | Джон Макінрой      | 1978, 1979, 1980, 1981, 1982, 1983, 1984 |              |
| 5       | Майк Браян         | 2003, 2004, 2009, 2014, 2018             | 2008, 2013   |
| 4       | Боб Браян          | 2003, 2004, 2009, 2014                   | 2008, 2013   |
| 4       | Деніел Нестор      | 2007, 2008, 2010, 2011                   | 1998, 2006   |
| 3       | Андерс Яррід       | 1985, 1986, 1991                         | 1989, 1992   |
| 3       | Рік Ліч            | 1988, 1997, 2001                         |              |
| 2       | Тодд Вудбрідж      | 1992, 1996                               | 1993, 1994   |
| 2       | Марк Вудфорд       | 1992, 1996                               | 1993, 1994   |
| 2       | Макс Мирний        | 2006, 2011                               | 2009, 2010   |
| 2       | Якко Елтінг        | 1993, 1998                               | 1995         |
| 2       | Паул Гаргейс       | 1993, 1998                               | 1995         |
| 2       | Ненад Зімоньїч     | 2008, 2010                               | 2005         |
| 2       | Стефан Едберг      | 1985, 1986                               |              |
| 2       | Йонас Бйоркман     | 1994, 2006                               |              |
| 2       | Генрі Контінен     | 2016, 2017                               |              |
| 2       | Джон Пірс          | 2016, 2017                               |              |
| 1       | Шервуд Стюарт      | 1976                                     | 1982, 1984   |
| 1       | Джон Фіцджеральд   | 1991                                     | 1989, 1992   |
| 1       | Марк Ноулз         | 2007                                     | 1998, 2006   |
| 1       | Стен Сміт          | 1970                                     | 1977         |
| 1       | Томаш Шмід         | 1987                                     | 1983         |
| 1       | Гі Форже           | 1990                                     | 1986         |
| 1       | Себастьян Ларо     | 1999                                     | 1996         |
| 1       | Алекс О'Браєн      | 1999                                     | 1996         |
| 1       | Мікаель Льодра     | 2005                                     | 2003         |
| 1       | Фабріс Санторо     | 2005                                     | 2003         |
| 1       | П'єр-Юг Ербер      | 2019                                     | 2018         |
| 1       | Ніколя Маю         | 2019                                     | 2018         |
| 1       | Артур Еш           | 1970                                     |              |
| 1       | Хуан Гісберт       | 1975                                     |              |
| 1       | Мануель Орантес    | 1975                                     |              |
| 1       | Фред Макнеер       | 1976                                     |              |
| 1       | Боб Г'юїтт         | 1977                                     |              |
| 1       | Фрю Макміллан      | 1977                                     |              |
| 1       | Мілослав Мечирж    | 1987                                     |              |
| 1       | Джим П'ю           | 1988                                     |              |
| 1       | Джим Грабб         | 1989                                     |              |
| 1       | Патрік Макінрой    | 1989                                     |              |
| 1       | Якоб Гласек        | 1990                                     |              |
| 1       | Ян Апелль          | 1994                                     |              |
| 1       | Грант Коннелл      | 1995                                     |              |
| 1       | Патрік Гелбрат     | 1995                                     |              |
| 1       | Джонатан Старк     | 1997                                     |              |
| 1       | Доналд Джонсон     | 2000                                     |              |
| 1       | Піт Норвал         | 2000                                     |              |
| 1       | Елліс Феррейра     | 2001                                     |              |
| 1       | Марсель Гранольєрс | 2012                                     |              |
| 1       | Марк Лопес         | 2012                                     |              |
| 1       | Давід Марреро      | 2013                                     |              |
| 1       | Фернандо Вердаско  | 2013                                     |              |
| 1       | Жан-Жульєн Роєр    | 2015                                     |              |
| 1       | Горія Текеу        | 2015                                     |              |
| 1       | Джек Сок           | 2018                                     |              |

## Рекорди
Участь у найбільшій кількості розіграшів:
1. Роджер Федерер — 17 (2002—2015, 2017—2019)
2. Андре Агассі — 13 (1988—1991, 1994, 1996, 1998—2003, 2005)
3. Іван Лендл — 12 (1980—1991)
 Новак Джокович — 12 (2007—2016, 2018—2019)
4. Борис Бекер — 11 (1985—1992, 1994—1996)
 Джиммі Коннорс — 11 (1972—1973, 1977—1984, 1987)
 Піт Сампрас — 11 (1990—2000)